# Sphinx (mythologie grecque)
Pour les articles homonymes, voir Sphinx (homonymie).
Pour un article plus général, voir Sphinx.
Dans la mythologie grecque, le Sphinx (en grec ancien : Σφίγξ / Sphígx) est un monstre féminin auquel étaient attribués le corps d'un lion, la figure d'une femme et des ailes d'oiseau. La légende d'Œdipe s'y rattache.

## Étymologie
Le substantif masculin,, sphinx est un emprunt,, par l'intermédiaire du latin sphinx,, au grec ancien Σφίγξ / Sphígx,, dont l'étymologie n'est pas assurée. Le rapprochement que les Grecs faisaient avec le verbe σφίγγω / sphíggō, signifiant « étrangler », est une étymologie populaire qui ne repose sur rien ; la forme originelle est peut-être Φίξ / Phíx, utilisé chez Hésiode.
Le mot grec est féminin, ce qui explique les transcriptions anciennes « Sphinge » ou « Sphynge ». Si l'usage français a retenu le masculin pour le mot commun, la désignation de nombreuses statues étrusques utilise la forme féminine.
Les Grecs connaissaient également le Sphinx égyptien, mâle, nommé ἄνδροσφιγξ / ándrosphigx.

## Mythe
« Monstre féminin, à qui l'on attribuait la figure d'une femme, la poitrine, les pattes et la queue d'un lion, mais qui était pourvu d'ailes, comme un oiseau de proie », le sphinx est, selon Pierre Grimal, « surtout attaché à la légende d' Œdipe et au cycle thébain », d'où sa présence déjà dans la Théogonie d'Hésiode.
Plusieurs origines sont proposées :
- pour Hésiode dans sa Théogonie[Note 1], Sphinx est issue de l'union incestueuse d'Échidna et de son fils Orthos, le chien bicéphale de Géryon[10] ; elle est ainsi à la fois la demi-sœur et la nièce de Cerbère, de l'Hydre de Lerne, de la Chimère et du lion de Némée[11],[12] ;
- Pseudo-Apollodore[Note 2] et Hygin[Note 3] disaient aussi que le monstre Typhon était son père ;
- « plus curieuse est la tradition qui faisait du Sphinx une fille naturelle de Laïos, le roi de Thèbes, ou encore du Béotien Ucalégon. »

Le Sphinx « fut envoyé par Héra contre Thèbes pour punir la cité du crime de Laïos, qui avait aimé le fils de Pélops, Chrysippos d'un amour coupable ».
Le Sphinx, envoyée par Héra en Béotie à la suite du meurtre du roi de Thèbes, Laïos, commence à ravager les champs et à terroriser les populations. Ayant appris des Muses une énigme, elle déclare qu'elle ne quittera la province que lorsque quelqu'un l'aura résolue, ajoutant qu'elle tuera quiconque échouera. Le régent, Créon, promet alors la main de la reine veuve, Jocaste, et la couronne de Thèbes à qui débarrassera la Béotie de ce fléau. De nombreux prétendants s'y essaient, mais tous périssent. Arrive Œdipe, la Sphinx lui demande :
« τί ἐστιν ὃ μίαν ἔχον φωνὴν τετράπουν καὶ δίπουν καὶ τρίπουν γίνεται »
— (Apollodore, Bibliothèque, III, 5, 8)
        
« Quel être, pourvu d'une seule voix, a d'abord quatre jambes le matin, puis deux jambes le midi, et trois jambes le soir ? »

« (…) Œdipe trouva la solution : il s'agissait de l'homme. De fait, lorsqu'il est enfant, il a quatre jambes, car il se déplace à quatre pattes ; adulte, il marche sur deux jambes ; quand il est vieux, il a trois jambes lorsqu'il s’appuie sur son bâton. »

— (ibid.)
Furieuse de se voir percée à jour, la Sphinx se jette du haut de son rocher, ou des remparts de Thèbes selon les auteurs, et meurt. C'est ainsi que, Créon tenant sa promesse, Œdipe devient l'époux de Jocaste, contractant ainsi avec sa mère une union incestueuse[réf. nécessaire]
D'autres auteurs racontèrent également cette histoire, tels qu'Hygin dans ses Fables.

## Interprétations
Cet affrontement entre Œdipe et le Sphinx diffère fondamentalement de la plupart des autres affrontements mythologiques. En effet, si Héraclès, Persée ou Thésée battent leurs adversaires par la force, Œdipe, comme Ulysse, triomphe avant tout par son astuce et sa sagacité, sa mètis.
Par ailleurs, Pausanias le Périégète donne deux explications « historiques » à la légende du Sphinx : il s'agirait d'une expédition pirate défaite par Œdipe, arrivant de Corinthe avec une grande armée, ou bien d'une fille naturelle de Laïos souhaitant garder le trône pour elle.

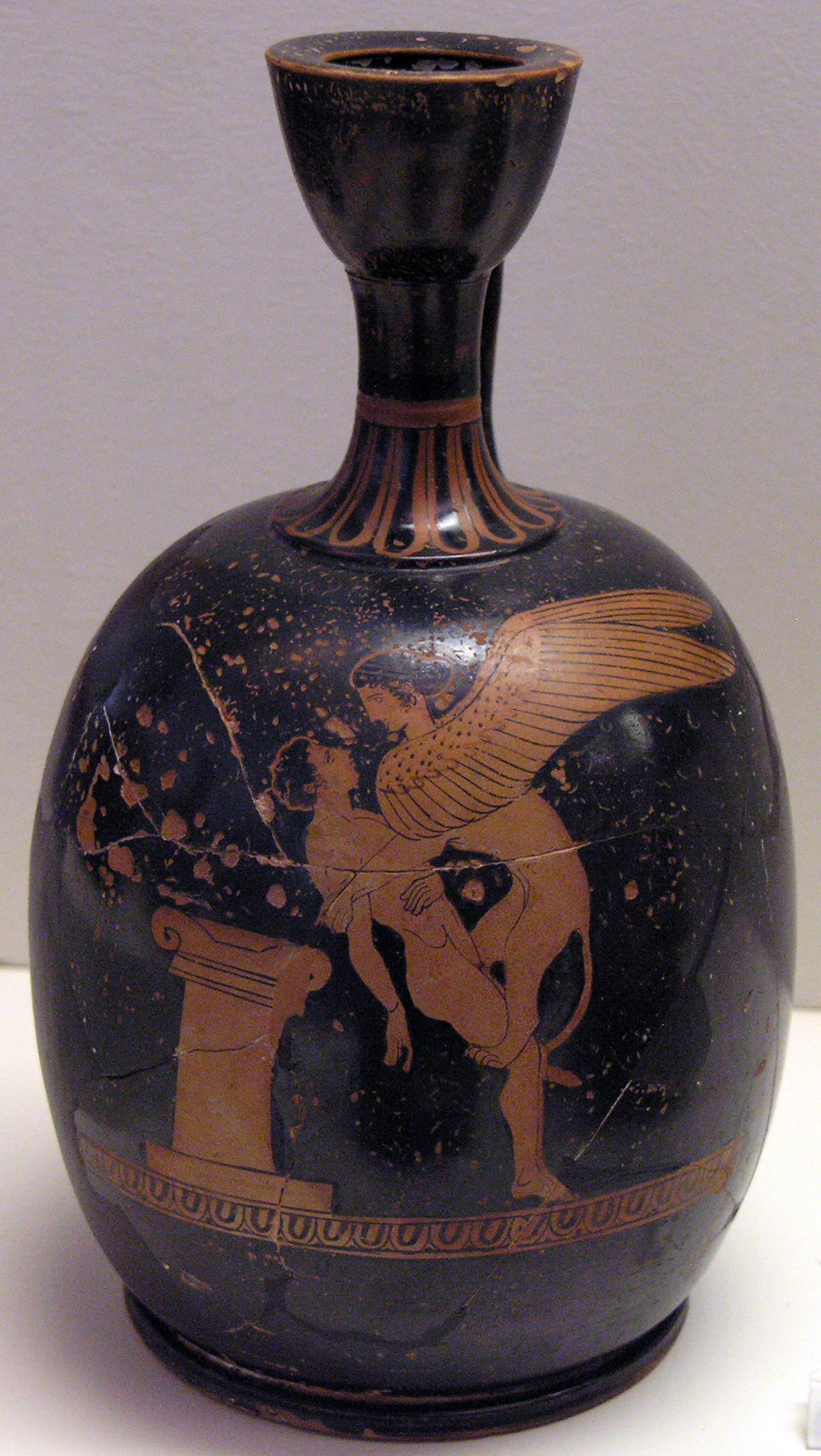
Sphinx enlevant un jeune homme, lécythe attique à figures rouges, vers 420 avant notre ère, Musée national archéologique d'Athènes (Inv. 1607).
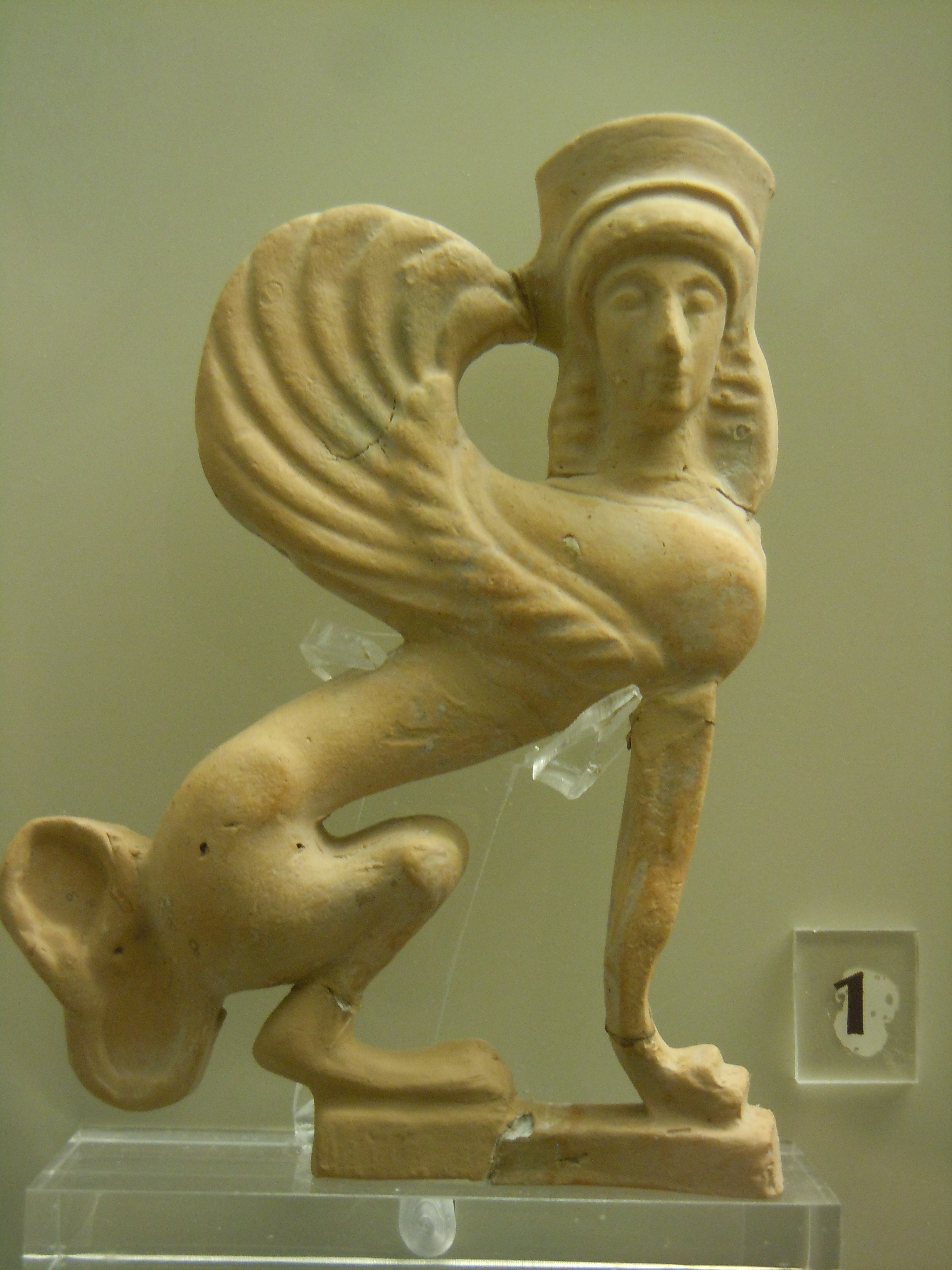
Figurine de l'époque archaïque (fin du VIe siècle, début du Ve siècle) au musée archéologique de Mycènes.
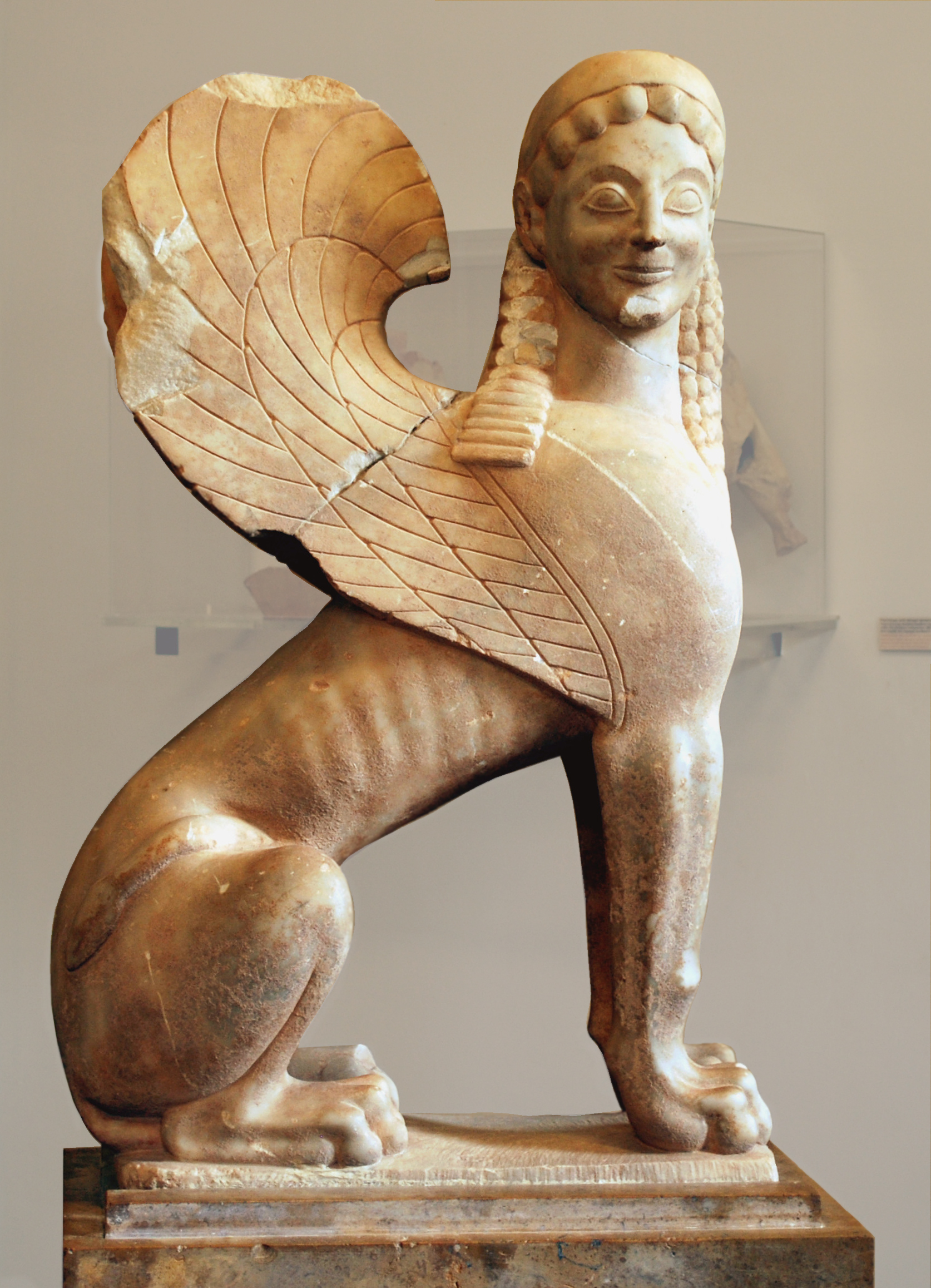
Sculpture en marbre du cimetière nord de Corinthe, 550 avant notre ère.

## Développements ultérieurs
Pline l'Ancien, dans son Histoire naturelle, cite le sphinx parmi les créatures habitant l'Éthiopie.
Le thème général du sphinx est populaire chez les peintres symbolistes et parfois repris dans la sculpture décorative de la même époque. Mais c'est le sphinx égyptien, sans ailes, qui est le plus largement représenté[réf. nécessaire].

### Sources antiques
- Pseudo-Apollodore, Bibliothèque [détail des éditions] [lire en ligne] (III, 5, 8).
- Hésiode, Théogonie [détail des éditions] [lire en ligne] (v. 326).
- Hygin, Fables [détail des éditions] [(la) lire en ligne] (LXVII).
- Pausanias, Description de la Grèce [détail des éditions] [lire en ligne] (IX, 26).